# 진해기적의도서관
진해기적의도서관은 경상남도 창원시 진해구 석동로 70에 있는 도서관이다.

## 연혁
- 2002. 11      책읽는 사회가 문화방송 ‘느낌표' 제작진에 어린이전용도서관 건립 제안
- 2002. 12      어린이전용도서관 건립위원회 구성 (‘책읽는사회')
- 2003. 01. 04 문화방송 느낌표 ‘책책책 책을 읽읍시다' 선정도서의 해당 출판사와 작가는 한 달간의 판매 수익금과 작가 인세를 도서관 건립기금으로 내놓음. 어린이전용도서관 이름을 ‘기적의 도서관’으로 발표. (문화방송 ‘느낌표')
- 2003. 02. 11 진해기적의도서관 건립 신청 (창원시 진해구)
- 2003. 03      진해기적의도서관 건립위원회 구성 (위원장 이효재)
- 2003. 03. 22 진해기적의도서관 건립 신청지역 현장 조사 (‘책읽는사회')
- 2003. 04. 26 진해시가 기적의 도서관 3차 건립 지역으로 선정, 발표
- 2003. 04. 29 진해기적의도서관 건립을 위한 6개 분과 활동 시작
- 2003. 09. 29 진해기적의도서관 공사 시작 (설계: 故정기용 건축가, 시공: 광득종합건설)
- 2003. 12. 22 진해기적의도서관 개관
- 2004. 02. 02 진해기적의도서관 업무 시작일
- 2005. 08. 19 큰모임방(강당) 증축 / 유관순방 증축
- 2012. 12. 22 자원활동가방 증축, 문서보존서고 증축
- 2016. 11. 01 창원시 통합시스템 도입
- 2020. 05. 06 RFID시스템 도입
- 2020. 06. 01 꿈자람사회적협동조합 수탁운영
- 2021. 12. 22 리모델링 공사 후 재개관
- 2022. 12. 07 창원시 자원봉사자 대회 수요처 표창
- 2023. 10. 11 경상남도 인재평생교육 진흥원장상 선정
- 2023. 12. 09 20주년 문집 발행
- 2023. 12. 19 경상남도 인재평생학습진흥원상 수상

## 이용 안내
이용 시간
- 화요일 ~ 일요일 : 09:00 ~ 18:00

휴관일
- 매주 월요일
- 정부가 지정한 공휴일
- 도서관장이 지정한 임시 휴관일

```
도서대출및 반납, 회원가입 9시 - 18시 까지
```

```
마감이후 반납한 도서는 다음날 반납처리
```